# Get the Picture? (The Pretty Things)
| Recensione   | Giudizio        |
| ------------ | --------------- |
| AllMusic     | [ 1 ]           |
| Sputnikmusic | 3.8 (Excellent) |

Get the Picture? è un album discografico dei The Pretty Things, pubblicato dall'etichetta discografica Fontana Records nel dicembre del 1965.

## Tracce
Lato A
1. You Don't Believe Me – 2:24 (Bobby Graham, Jimmy Page, Phil May, Merrell)
2. Buzz the Jerk – 1:54 (Dick Taylor, Phil May)
3. Get the Picture? – 1:56 (Dick Taylor, Phil May)
4. Can't Stand the Pain – 2:41 (Bobby Graham, Dick Taylor, Phil May)
5. Rainin' in My Heart – 2:30 (James Moore, Jerry West)
6. We'll Play House – 2:33 (Aldo (John Charles Alder), Fred Gandy, Phil May, Dick Taylor)

Durata totale: 13:58
Lato B
1. You'll Never Do It Baby – 2:26 (Brian Smith, Terry Fox)
2. I Had a Dream – 2:50 (Jimmy Witherspoon)
3. I Want Your Love – 2:17 (Jack Tarr, Johnnie Dee)
4. London Town – 2:27 (Dick Taylor)
5. Cry to Me – 2:51 (Bert Russell)
6. Gonna Find Me a Substitute – 2:58 (Ike Turner)

Durata totale: 15:49
Edizione CD del 1998, pubblicato dalla Snapper Music (155492)
1. You Don't Believe Me – 2:24 (Bobby Graham, Jimmy Page)
2. Buzz the Jerk – 1:54 (Dick Taylor, Phil May)
3. Get the Picture? – 1:56 (Dick Taylor, Phil May)
4. Can't Stand the Pain – 2:41 (Bobby Graham, Dick Taylor, Phil May)
5. Rainin' in My Heart – 2:30 (James Moore, Jerry West)
6. We'll Play House – 2:33 (Aldo (John Charles Alder), Fred Gandy, Phil May, Dick Taylor)
7. You'll Never Do It Baby – 2:26 (Brian Smith, Terry Fox)
8. I Had a Dream – 2:59 (Jimmy Witherspoon)
9. I Want Your Love – 2:17 (Johnnie Dee)
10. London Town – 2:27 (Dick Taylor)
11. Cry to Me – 2:51 (Bert Russell)
12. Gonna Find Me a Substitute – 2:58 (Ike Turner)
13. Get a Buzz – 4:01 (The Pretty Things) – Bonus Track
14. Sittin' All Alone – 2:48 (Dick Taylor, Ian Sterling, Phil May) – Bonus Track
15. Midnight to Six Man – 2:19 (Dick Taylor, Ian Sterling, Phil May) – Bonus Track
16. Me Needing You – 1:58 (Dick Taylor, Ian Sterling, Phil May) – Bonus Track
17. Come See Me – 2:39 (J.J: Jackson, Pierre Tubbs, Sidney Barnes) – Bonus Track
18. L.S.D. – 2:29 (Dick Taylor, Phil May) – Bonus Track

Durata totale: 46:10

## Formazione
- Phil May - voce solista, armonica
- Dick Taylor - chitarra solista
- Brian Pendleton - chitarra ritmica
- John Stax - basso, armonica
- Viv Prince - batteria (in alcuni brani)
- Skip Alan - batteria (in alcuni brani)
- Twink - batteria (in alcuni brani)
- Bobby Graham - batteria (in alcuni brani)
- Mitch Mitchell - batteria (in alcuni brani)[4][5]